# Supercupa României la volei masculin
Supercupa României la volei este o competiție de volei organizată de Federația Română de Volei. Este disputată de campionii Diviziei A1 și Cupei României. Până în prezent, campionii cu cele mai multe titluri sunt CS Arcada Galați (3).

## Istorie
Pentru prima dată la Ploiești, în 2017, Supercupa României la volei masculin a fost câștigată de CS Arcada Galați. Deținătoarea Cupei României la volei masculin 2017 a învins pe VM Zalău, campioana Campionatului României de volei masculin - Divizia A1, din același an, cu rezultatul de 3-1 (17-25, 26-24, 26- 24, 25-21).

## Palmares
| Club                | Supercupe | Ediții câștigătoare | Finale |
| ------------------- | --------- | ------------------- | ------ |
| CS Arcada Galați    | 3         | 2017, 2019, 2023    | 2      |
| CS Dinamo București | 2         | 2021, 2022          | 1      |
| Rapid București     | 1         | 2024                | 0      |
| ACS VM Zalău        | 0         |                     | 1      |
| Craiova             | 0         |                     | 1      |
| Corona Brașov       | 0         |                     | 1      |

## Titluri pe orașe
| BucureștiGalațiCâștigătoare din București: · Dinamo · Rapid · Locațiile campioanelor din România. · Albastru: peste 10 titluri; Verde: 6-10 titluri; Galben: 2-5 titluri; Roșu: un titlu. | DinamoRapid Câștigătoarele din București. · Albastru: peste 10 titluri; Verde: 6-10 titluri; Galben: 2-5 titluri; Roșu: un titlu. |

| Oraș      | Titluri | Cluburi câștigătoare   |
| --------- | ------- | ---------------------- |
| București | 3       | Dinamo (2), Rapid (1), |
| Galați    | 3       | CS Arcada (3)          |

### Performanță după competiție
| Competiție                 | Câștigătoare | Finaliste |
| -------------------------- | ------------ | --------- |
| Câștigătoare Divizia A1    | 2            | 4         |
| Câștigătoare Cupa României | 4            | 2         |
| Vicecampioane Divizia A1   | -            | -         |